# Carduus cephalanthus
Carduus cephalanthus là một loài thực vật có hoa trong họ Cúc. Loài này được Viv. mô tả khoa học đầu tiên năm 1824.